# MetaTrader 4
MetaTrader 4, známý také jako MT4, je elektronická obchodní platforma široce používaná online obchodníky. Jejím vývojářem je společnost MetaQuotes Software.

## Historie
Od roku 2002 vývojářská společnost MetaQuotes Software publikovala několik verzí platformy MetaTrader a v roce 2005 spustila významně vylepšenou verzi MetaTrader 4.
V říjnu 2009 se spustilo veřejné testování podstatně překódovaného MetaTraderu 5. V roce 2010 spustil InstaForex první živý účet. V letech 2013 a 2014 byl přepracován programovací jazyk MQL4 a dosáhl úrovně MQL5. Od sestavy 600 používají MQL4 a MQL5 unifikovaný MetaEditor.
Ačkoli se v roce 2009 spustil MT5, zůstával MT4 nadále nejoblíbenější obchodní platformou na světě, jak uvedl průzkum z roku 2019.

## Popis
Softwarové zabezpečení se skládá z klientských a serverových komponentů. Serverový komponent se spravuje brokerem, a klientské softwarové zabezpečení je poskytováno klientům brokera, kteří jej používají k prohlížení cen a grafů v režimu reálného času, zadávání objednávek a správy svých účtů.
Klientem je aplikace na bázi Microsoft Windows. Ačkoliv žádná oficiální verze MetaTrader 4 pro MacOS neexistuje, někteří brokeři poskytují své vlastní vyvinuté varianty MT4 pro Mac OS.
MetaTrader 4 je zaměřen na maržové obchodování. Některé větší brokerské společnosti používají MetaTrader 4 k obchodování CFD, ale přesto není určen pro trvalou práci na akciovém trhu:
- není zde možnost zadat svou vlastní poptávku na trh, aby byla viditelná pro ostatní obchodníky;
- není zde možnost prohlížet seznam poptávek existujících na trhu;
- nejsou mechanismy pro práci s opcemi;
- není zde možnost připojit další zdroj kotací a zpráv;
- nejsou mechanismy pro práci v národní měně (výkaz na klientském terminálu je vždy generován v angličtině s uvedením USD jako měny).

MetaTrader 4 se stal populární díky možnosti uživatele vytvářet své vlastní obchodní skripty a roboty, které by mohly automatizovat obchodování.
MetaTrader 4 může používat vlastní uživatelské indikátory a obchodní programy k automatizaci obchodování.
Dle studie ze září 2019 byl MetaTrader 4 nejpopulárnější obchodní platformou Forex na světě.